# Амбијентална музика
Амбијентална музика је музички жанр који сједињује елементе различитих музичких стилова укључујући џез, електронску музику, њу ејџ, рок, модерну класичну музику, реге, традиционалну и етно музику, па чак и антимузику (noise).

## Преглед
Најраније форме и теорије електронске музике долазе из радова Пјера Шефера. Он је створио неке од првих нумера електронске музике користећи грамофоне и звуке из природе у комбинацији са исечцима трака, тиме створећи прво коришћење плоча и магнетофонских трака у експерименталној музици. Његови радови се могу поредити са Шопенхауеровим идејама „звучних светова“, дословно светова осмишљених у целости од звукова. Карлхајнц Штокхаузен је касније стварао зачетке електронских музичких експеримената 1955. године. Ова два извођача су (међу осталима) поставили темеље амбијенталне музике, која ће се појавити каснијих деценија, са развитком музичке технологије.
Појам „амбијентална музика“ је први споменуо Брајан Ино, касних 1970-их, као референцу за музику која би окруживала слушаоца без скретања пажње на њу, музику која се може „активно слушати са пажњом или исто тако лако игнорисати, у зависности од избора слушаоца“ (Ино, који себе сматра за „не-музичара“, је своје звучне експерименте називао „третманима“ за разлику од традиционалних изведби). Стога се Брајан Ино сматра оцем амбијенталне музике. Његова плоча из 1978. године Ambient 1: Music for Airports (Музика за аеродроме) укључује манифест који описује ову врсту музике. Иако је осмислио реч „амбијентал“, Ино је указивао на радове и утицај Ерика Сатијеа. Ино је осмислио појам у есеју, да би дистанцирао свој рад од тзв. „музике за лифтове“ и Музака. Она је често много сличнија „музици за расположења“ или амбијенталној позадини у филмовима и радијским емисијама. Слушаоци често забораве да слушају амбијенталну музику, што је једна од највећих привлачности овог жанра. Она може бити било којег музичког стила, укључујући џез, електронску музику и модерну класичну музику.
Неки радови француског композитора XX века Ерика Сатија, данас познатог по својим Trois Gymnopédies издањима, могу се сматрати претечама модерне амбијенталне музике. Он је неке од својих дела описивао као „Musique d’ameublement“ („намештајна музика“ или, дословније, „музика за намештај“ и „музика за коришћење са ножевима и виљушкама“), указивајући на нешто што се може пуштати током вечере и што би пре једноставно створило атмосферу за ту прилику, а не било центар пажње. Слично његовим, нека дела француског композитора Едгара Вареса, који је изузетно користио теремин у његовим композицијама, као и атоналне технике и нестандардне временске тактове, се такође могу посматрати као претече амбијенталне музике. Џон Кејџ је створио ултимативно амбијентално дело 4'33", четири и по минута тишине одсвираних на клавиру, које је натерало публику да слуша звук амбијента који их окружује. Кејџ је инспирисао минималистичке композиторе попут Ла Монт Јанга, Мортона Фелдмана, Терија Рајлија, Стива Рајха и Филипа Гласа, који су такође инспирисали Инов иновативни стил, јер се амбијентална музика може посматрати као врста минимализма.
Рани албуми Пинк Флојда (као што су Ummagumma и Meddle) и краутрок извођачи, оријентисани „свемирском музиком“, као што су Tangerine Dream, Popol Vuh и Cluster, су умногоме утицали на жанр. Албуми Popol Vuha Affenstunde (1970) и In Den Garten Pharaos (1971) су били једни од првих албума електронске амбијенталне музике. Још један битан албум је Sonic Seasoning (1972) од Венди Карлос. Остали рани извођачи 1970-их и 1980-их, као што су Клаус Шулце (бивши члан Tangerine Dreamа и Ash Ra Tempela), Жан-Мишел Жар и Крафтверк, су такође имали утицаја. 1970-их, неки амбијентални, краутрок и други музичари, који су били под утицајем њу ејџ спиритуализма, створили су еклектичан жанр познат као Њу Ејџ музика, продајући милионе плоча независно од мејнстрим музичке индустрије, путем поузећа или у њу ејџ продавницама. До 1980-их, Њу Ејџ музика је постала толико познатија од амбијенталне музике, да је „амбијент“ узет као синоним за „Њу Ејџ“. Многи амбијентални музичари су намерно прихватили њу ејџ теме да би се пласирали оваквој публици.
Са почетком 1980-их, амбијентална музика почиње да утиче на неке поп групе (примери се могу наћи у инструменталима група New Order, Depeche Mode, Simple Minds и U-2). Касније, електронска денс музика и синт поп су се спојили у делима многих аутора са сањивим и вијугавим звуцима амбијенталне музике Иновог стила. Под маском различитих стилова, овај нови жанр (који се понекад назива и амбијентални хаус, амбијентални техно, амбијентални даб, ИДМ, или једноставно „амбијент“) је доживео рађање нових извођача као што су The Orb, Aphex Twin, The Irresistible Force и Biosphere (под вођством Жеира Џенсена).
Рани извођачи издавачке куће Warp, Future Sound of London, Autechre, Boards of Canada, Massive Attack, Portishead и The KLF, као и каснији попут Aphex Twinа, су учествовали у популаризацији амбијенталне музике и представљања њене разноликости. Сада постоји широк дијапазон под-жанрова, фестивала, веб-сајтова, форума, клубова, издавачких кућа и извођача, који стварају нову, интересантну и оригиналну музику.
Амбијентална музика се користила у многим телевизијским емисијама и филмовима и значајна је за допринос њиховој атмосфери. Као алтернатива конзервативној споредној музици, она пружа музичару уметничку слободу. Традиционалан начин компоновања за филм или телевизију обично подразумева стварање препознатљивих мелодија или џинглова за окружење, хероја или злочинца и за елементе радње, као што су љубавне улоге, акција и сцене смрти. Ипак, амбијентална музика је запажена због мање формулатичког приступа њеној употреби у филму и телевизијским емисијама. На пример, филм Дејвида Линча, Дина, из 1984. године, напушта епски научно-фантастични стил музике, популаризованог у Ратовима Звезда, ради више ефектних и атмосферичних музичких мелодија у извођењу Брајана Иноа и групе Тото.

## Деривативне форме и под-жанрови

### Органска амбијентална музика
Органска амбијентална музика је карактеристична по интеграцији електронских, електричних и акустичних музичких инструмената. Поред уобичајених утицаја електронске музике, органски амбијент тежи ка спајању утицаја светске музике, посебно дронских инструмената и ручних перкусија. Органски амбијент тежи да више буде у хармоноји са природом, него са диском. Неки извођачи овог под-жанра су Роберт Рич, Стив Роуч, vidnaObmana, O Yuki Conjugate, Џејмс Јонсон, Лорен Нерел, Jean Ven Robert Hal, Numina, Vangelis и Tuu.
Неки радови амбијенталних пионира, као што је Брајан Ино, који користе комбинације традиционалних инструмената (попут клавира) и електронских инструмената, могу се сматрати органском амбијенталном музиком у овом смислу. 1970-их и 1980-их, Клаус Шулце је често снимао гудачке саставе и извођења соло челиста, заједно са својим извођењима на Муг синтисајзеру.

### Амбијентална музика инспирисана природом
Ова врста музике је створена из семплова и снимака звукова који настају у природи. Понекад се ови семплови могу обрадити ради „инструменталнијег“ звука. Ови семплови се могу сложити на начин да формирају уобичајену музичку структуру или могу бити насумични и неусредсређени. Понекад је звук помешан са урбаним или „нађеним“ звуцима. Примери укључују добар део Biosphere-овог албума Substrata, музику инсеката Мајре Каликса и албум Weather Report Криса Ватсона. Дешава се да десе нека преклапања између органског амбијента и амбијенталне музике инспирисане природом. Један од првих албума овога жанра, Sonic Seasoning Венди Карлос, комбинује семпловане и синтетизоване звуке природе са амбијенталним мелодијама и дроновима ради нарочито опуштајућег ефекта.

### Дарк амбијент
Дарк амбијент је општи појам за сваку врсту амбијенталне музике са „мрачним“ или дисонантним осећајем. Нумере из овог жанра често укључују обимно коришћење дигиталног одјека, ради стварања огромних соничних простора за застрашивање, изузетно дубоких звукова попут нискотоналних дронова, тмурних мушких хорова, одјекујуће грмљавине и удаљене артиљерије. Овај жанр има немилосрдно готски призвук. Слични стилови укључују амбијентални индустријал и изолационистички амбијент.

### Амбијентални индустријал
Амбијентални индустријал је хибридни жанр амбијенталне и индустријске музике, где се појам индустријал користи у оригиналном експерименталом смислу, а не у смислу индустријал метала или ЕБМ-а. Типична нумера амбијенталног индустријала (ако постоји тако нешто) се састоји од развијајућих дисонантних хармонија металних дронова и резонанци, тутњаве екстремно ниских фреквенција, бука машина, понеки пут са додатком гонгова, прекусивних ритмова, дисторзованих гласова и/или било чега другог што извођач сматра погодним за семпловање (често обрађено до мере где се оригинални семпл више не може препознати). Читави радови могу бити базирани на снимцима радио-телескопа, брбљању новорођених беба или звукова снимљених преко контакт микрофона на телеграфским жицама.
Међу многим извођачима који раде у овом подручју, издвајају се Coil, CTI, Lustmord, Сусуму Јокота, Hafler Trio, Nocturnal Emissions, Zoviet France, PGR, Томас Конер, Controlled Bleeding и Deutsch Nepal. Важно је нагласити да је већина ових извођача веома еклектична у својим извођењима, јер многа од њих припадају областима ван амбијенталног индустријала.

### Изолационистичка амбијентална музика
Познатија као изолационизам. Појам је популаризован средином 1990-их од стране британског магазина The Wire и компилацијом Ambient 4: Isolationism издавачке куће Virgin. Овај појам је почео мање-више као синоним за амбијентални индустријал, али укључујући и поједине пост-техно правце амбијента које су изводили Autechre и Aphex Twin. Издавачка кућа Sombient је сада примарни снабдевач изолационистичког амбијента, нарочито серије „дронских“ компилација. Један од познатих извођача овог стила амбијенталне музике је Роберт Фрип.

### Остали „мање амбијентални“ стилови амбијенталне музике
Постоје многи други стилови који се идентификују као амбијентална музика. Иако постоје информације о овим стиловима, многи извођачи који не припадају њу ејџ свету музике, производе албуме који спајају амбијенталну музику без ритма са електроником спорог темпа на тај начин да се границе између њих ни не примећују. Чил аут музика се често повезује са клупском културом и понекад се користи као појам који садржи амбијенталну музику као своју подврсту. Британски техно се нарочито развијао у Шефилдској издавачкој кући Warp Records, где су претходни електронски пионири попут Cabaret Voltaire и Autechre поставили темеље за развој амбијенталног техна, који су наставили да развијају Aphex Twin и Boards of Canada. Са ове сцене су се развили амбијентални даб и амбијентални техно. ИДМ (Интелигентна Денс Музика) је још један израз који је синоним за ову сцену. Електроакустична и акусматична музика су „класичне“ уметничке форме музике које користе стварање електронског звука уместо или заједно са акустичним инструментима. Глич музика је под-жанр ове музике. Неке клупске групе су правиле амбијенталну музику уживо, мешајући технике и стилове даба са амбијенталним текстурама и денс мелодијама. Познатији извођачи који су то радили су Sonic State, Junkielover, the Orb, Chillage People, H.U.V.A. Network, Solar Friends, The Starsound Orchestra и Kuma Mela Project.

### Софтвер
- SSEYO Generative Music Брајан Ино је користио програм Коан за Another Day on Earth
- fLOW Генератор амбијенталних звукова за MacOSX